# Tádzsikisztán a 2004. évi nyári olimpiai játékokon
Tádzsikisztán a görögországi Athénban megrendezett 2004. évi nyári olimpiai játékok egyik részt vevő nemzete volt. Az országot az olimpián 5 sportágban 9 sportoló képviselte, akik érmet nem szereztek.

## Atlétika
Férfi

| Versenyző      | Versenyszám   | Selejtező                | Selejtező                | Döntő    | Döntő    |
| Versenyző      | Versenyszám   | Eredmény                 | Helyezés                 | Eredmény | Helyezés |
| -------------- | ------------- | ------------------------ | ------------------------ | -------- | -------- |
| Dilsod Nazarov | Kalapácsvetés | érvényes kísérlet nélkül | érvényes kísérlet nélkül | kiesett  | kiesett  |

Női

| Versenyző           | Versenyszám | Eredmény | Helyezés |
| ------------------- | ----------- | -------- | -------- |
| Gulszara Dadabajeva | Maraton     | 2:50,45  | 53.      |

## Birkózás

### Férfi
Szabadfogású

| Versenyző           | Versenyszám | Csoportkör                                                                                     | Csoportkör | Negyeddöntő       | Elődöntő          | Bronz- mérkőzés   | Döntő             | Helyezés |
| Versenyző           | Versenyszám | Ellenfél Eredmény                                                                              | Hely.      | Ellenfél Eredmény | Ellenfél Eredmény | Ellenfél Eredmény | Ellenfél Eredmény | Helyezés |
| ------------------- | ----------- | ---------------------------------------------------------------------------------------------- | ---------- | ----------------- | ----------------- | ----------------- | ----------------- | -------- |
| Juszup Abduszalomov | 74 kg       | B csoport · Daniel Igali (CAN) · 2-5 · Elnur Aslanov (AZE) · 7-3                               | 2.         | kiesett           | kiesett           | kiesett           | kiesett           | 9.       |
| Samil Alijev        | 84 kg       | G csoport · Szazsid Szazsidov (RUS) · 0-5 · Nicolae Ghiţă (ROU) · 4-3 · Matar Sène (SEN) · 6-3 | 2.         | kiesett           | kiesett           | kiesett           | kiesett           | 8.       |

### Női
Szabadfogású

| Versenyző            | Versenyszám | Csoportkör                                                                                    | Csoportkör | Elődöntő                                    | Bronz- mérkőzés   | Döntő             | Helyezés |
| Versenyző            | Versenyszám | Ellenfél Eredmény                                                                             | Hely.      | Ellenfél Eredmény                           | Ellenfél Eredmény | Ellenfél Eredmény | Helyezés |
| -------------------- | ----------- | --------------------------------------------------------------------------------------------- | ---------- | ------------------------------------------- | ----------------- | ----------------- | -------- |
| Ligyija Karamcsakova | 48 kg       | C csoport · Irina Merlenyi (UKR) · 0-11 · Faní Pszathá (GRE) · 5-3 · Fazíla Luáti (TUN) · TUS | 2.         | 5–8. helyért · Lorisza Oorzsak (RUS) · 0-11 | kiesett           |                   | 7.       |
| Natalja Ivanova      | 63 kg       | C csoport · Lise Golliot-Legrand (FRA) · 0-3 · Volha Hilko (BLR) · 1-4                        | 3.         | kiesett                                     | kiesett           | kiesett           | 11.      |

## Íjászat
Női

| Versenyző        | Versenyszám | Selejtező | Selejtező | 64-es főtábla                   | 32-es főtábla     | Nyolcaddöntő      | Negyeddöntő       | Elődöntő          | Döntő             | Helyezés |
| Versenyző        | Versenyszám | Pont      | Kiemelt   | Ellenfél Eredmény               | Ellenfél Eredmény | Ellenfél Eredmény | Ellenfél Eredmény | Ellenfél Eredmény | Ellenfél Eredmény | Helyezés |
| ---------------- | ----------- | --------- | --------- | ------------------------------- | ----------------- | ----------------- | ----------------- | ----------------- | ----------------- | -------- |
| Nargisz Nabijeva | Egyéni      | 600       | 55.       | Wu Hui-Ju (TPE) (10.) · 142-156 | kiesett           | kiesett           | kiesett           | kiesett           | kiesett           | 45.      |

## Ökölvívás
| Versenyző         | Versenyszám | Selejtező                   | Nyolcaddöntő      | Negyeddöntő       | Elődöntő          | Döntő             | Helyezés |
| Versenyző         | Versenyszám | Ellenfél Eredmény           | Ellenfél Eredmény | Ellenfél Eredmény | Ellenfél Eredmény | Ellenfél Eredmény | Helyezés |
| ----------------- | ----------- | --------------------------- | ----------------- | ----------------- | ----------------- | ----------------- | -------- |
| Serali Dosztyijev | Papírsúly   | Harry Tañamor (PHI) · 12-17 | kiesett           | kiesett           | kiesett           | kiesett           | 17.      |

## Sportlövészet
Férfi

| Versenyző       | Versenyszám | Selejtező | Selejtező | Döntő   | Döntő    |
| Versenyző       | Versenyszám | Pont      | Helyezés  | Pont    | Helyezés |
| --------------- | ----------- | --------- | --------- | ------- | -------- |
| Szergej Babikov | Légpisztoly | 581       | 10.       | kiesett | kiesett  |